# المليونيرة الحافية (فلم)
المليونيرة الحافية هو فيلم مصري من إنتاج سنة 1987، من بطولة صلاح ذو الفقار، وهالة فؤاد، من تأليف ماجدة خير الله وإخراج ناجي أنجلو.

## القصة
تدور الأحداث حول فاضل أبو الفضل يعمل مندوب تأمينات وناجح في عمله، صرف كل مايملك في بناء فيللا كبيرة، ليعيش فيها مع زوجته بهيه وإبنه الشاب سامي مدرس الموسيقى وخادمة عجوز تتحمل أعباء العمل الشاقة بالفيللا الكبيرة، ولذلك لايعيش لهم شغالات، وتشترط بهيه في الشغاله أن تكون عجوز، لتحمى زوجها من الفتنة، أما سامي فقد كأن خاطبا للفتاة صفية التي لاتتوافق معه فكريا أو عاطفيا، فقط لكونها من أثرة ثرية، كما كأن الجميع في أنتظار منى ابنة شقيق فاضل الذي هاجر إلى أمريكا منذ 20 عامًا وتزوج من أمريكية، وقد مات منذ عامين، وتزوجت زوجته، فطلبت منى أن تعود إلى مصر لتعيش في كنف عمها فاضل، وقد ورثت منى عن والدها ثروة كبيرة، ولا يعرف أحد شكل منى، فقد كأنت الصورة الوحيدة لها لديهم وعمرها عامأن فقط، ويجاور فيللتهم جارة عجوز حشرية تدعى أفكار تدس أنفها فيما لايعنيها، وتحرض بهيه على عصيأن زوجها فاضل والشك في تصرفاته، وعلى جأنب آخر تتصارع عصابة أبو سريع وبرهومه مع عصابة دليله ومفتاح وملطشه على سرقة الذهب الموجود بخزينة العجوز بشاره وينجح ملطشه بفتح الخزينة وتحضر العصابة الأخرى ويتصارع الجميع على الذهب الذي تأخذه دليله وتقفز من البلكون لتسقط في سيارة فاضل المكشوفة، وتقودها بعيدًا عن المطاردين لها، وبجوارها فاضل الذي طلبت منه الاختباء بمنزله من العصابتين، لكنه خاف من مسائلة بهيه له، لتقضي دليله ليلتها بداخل السيارة بعد أن أخفت الذهب بحديقة الفيللا، وفى الصباح ذهبت للبحث عن طعام، وجاء البوليس الذي يطارد العصابتين ووجد قطعة من الذهب بداخل السيارة فقبض على فاضل، الذي ثبتت برائته، وطلب منه البوليس التعاون، بينما طرقت دليله باب الفيللا ليعتقد سامي أنها منى ابنة عمه فرحب بها، وعند حضور فاضل نال علقتين من العصابتين بحثًا عن دليله، والتي اكتشف خدعتها وهددته بالاعتراف أنه شريكها لو تكلم، ولسوء الحظ حضرت منى من أمريكا، ويشرح لها عمها الموقف، فتوافق على الظهور امام زوجة عمها على أنها الشغالة الجديدة، وتوافق بهيه مضطرة مؤقتًا حتى يجدوا شغالة عجوز، وتتحمل منى أعباء الفيللا، ويحدث تقارب بين منى ودليله من ناحية، وبينها وبين ابن عمها من ناحية أخرى، ويعلم سامي من ابيه حقيقة ابنة عمه منى، وتشعر دليله بحب سامي لإبنة عمه، فتعمل على فسخ خطبته بصفية، وتشاهد بهيه زوجها فاضل يساعد منى في غسيل الصحون، وتدور معركة كبيرة تنتهي بمعرفة بهيه للحقيقة، وتشعر دليله بأن الذهب المسروق لم يجلب السعادة، وضاع معه الحب، فقررت ترك الذهب لمنى لإعادته للبوليس، الذي يقبض على العصابتين، ثم يقبض على المليونيرة الحافية.

## طاقم التمثيل
- صلاح ذو الفقار بدور فاضل أبو الفضل
- هالة فؤاد بدور دليلة
- هدى رمزي بدور منى
- مجدي إمام بدور سامي
- إحسان القلعاوي بدور بهية
- ثريا حلمي بدور أفكار
- سلامة إلياس بدور بشارة
- أحمد نبيل بدور ملطشة
- رشاد عثمان بدور أبو سريع
- فؤاد خليل بدور مفتاح
- فوزية الأنصاري بدور صفية
- محمود عمار بدور برهومه
- أنور مدكور

## وصلات خارجية
- المليونيرة الحافية على موقع الدهليز
- المليونيرة الحافية على موقع قاعدة بيانات الأفلام العربية